# Gewoon spikkelschijfje
Het gewoon spikkelschijfje (Ascobolus stercorarius) is een schimmel die behoort tot de familie Ascobolaceae van de ascomyceten. Het gewoon spikkelschijfje komt in Nederland vrij algemeen voor vanaf het voorjaar tot in de herfst op koeienmest. Verder komt de schimmel voor op de uitwerpselen van paarden, herten, geiten, yaks, beren, varkens, vossen, konijnen, hazen, op bemeste grond, op rottend afval en op rottende koolstronken.
Het gewoon spikkelschijfje is heterothallisch en bipolair De gesegmenteerde schimmeldraden zijn vertakt. De compartimenten van het mycelium bestaan uit meer cellen met kernen maar zonder celwanden (coenocytisch). In elk compartiment kunnen tien of meer kernen voorkomen, maar het eindcompartiment heeft meestal minder kernen. Het mycelium is zeer bleek tot bijna wit. De tussenwanden van de schimmeldraden zijn ringvormig met een centrale opening. Bij een opening liggen een tot vijf kleine, ronde, lichtbrekende lichaampjes, de zogenoemde Woronin-lichaampjes, die bij breuk voorkomen dat het protoplasma van de aanliggende compartimenten wegstroomt.
De geelgroene of gele, vaak bij het ouder worden olijfgroene, okerkleurige of bruine, zittende ascocarp is een apothecium. Het jonge apothecium is min of meer rond en gesloten. Het volgroeide apothecium is schotelvormig en gestippeld door de sporenzakjes, die bij rijpheid boven het oppervlak uitsteken. Het apothecium is gewoonlijk 0,5–5,0 mm breed en 0,4–0,8 mm hoog. De bovenkant is holrond of vlak. Het hymenium is 150–200 μm dik. Het hypothecium bestaat uit 7–12 μm grote, isodiametrische, tot ronde cellen. Het merg is tot 500 μm dik en bestaat uit iets ronde of iets spoelvormige, 10–40 μm grote cellen en doorzichtige, vertakte, onregelmatig golvende schimmeldraden. De schimmeldraden zijn verbonden met de doorzichtige, gesepteerde, draadvormige, 2–4 μm dikke parafysen. Het soms bruine excipulum is aan de rand ongeveer 20-50 μm, aan de basis tot 170 μm dik en bestaat uit ronde, spoelvormige of iets hoekige, doorzichtige, 10-50 × 10-30 μm grote cellen. Het excipulum is aan de buitenkant meestal ruw met scheurtjes.
De sporenzakjes hebben een ronde top en zijn knuppelvormig, naar beneden toe dunner wordend en eindigend in een korte steel. Ze zijn 180–250 × 24–30 μm groot. Er zitten acht ascosporen in een zakje, die in twee rijen of door elkaar liggen.
De violette, vaak uiteindelijk purperbruine, spoelvormige ascosporen zijn 19–28 × 10–14 μm groot en aan de buitenkant netvormig gestreept. Aan een kant zit een slijmlaag. De ascosporen worden in de turbulente luchtzone boven de bodem weggeschoten met behulp van een sporenkanon. De 'loop', het sporenzakje, van het sporenkanon wordt met behulp van een lenzensysteem door de lichtinval gericht. De benodigde druk wordt verkregen door osmose.